# Choteau
Choteau – miasto w Stanach Zjednoczonych, w stanie Montana, siedziba administracyjna hrabstwa Teton.